# Oviljeho
Oviljeho, (šp. ovillejo), u španskoj poeziji, predstavlja strofu od deset  stihova od kojih prvih šest formiraju tri distiha (pareada): u dužem stihu se postavlja pitanje, dok se u kraćem stihu (šp. verso de pie quebrado), pruža odgovor, kao eho. Četiri poslednja stiha formiraju redondilju koja sažima smisao prethodnih stihova, a često se ponavljanju i reči koje su korišćene u kratkim stihovima. Rima je konsonantska. Metrička šema oviljeha je, dakle, sledeća: aa bb cc cddc.
Prvi ga koristi Migel de Servantes (u Don Kihotu i Slavnoj sudoperi, jednoj od Uzornih novela). Kasnije Sor Huana Ines de la Kruz piše cele scene dramskog dela u ovoj formi (npr. Auto o božanskom Narcisu, treća scena). Česta je strofa u šaljivoj i satiričnoj poeziji XVII veka. Kasnije ga koriste Sorilja, Ruben Dario, Eduardo Markina, Pedro Munjos Seka i drugi. Često se vezuje za eksperimentalnu poeziju. Do današnjih dana se zadržala i upotreba u satiričnoj poeziji.
U nastavku sledi jedan od oviljeha iz Servantesove Slavne sudopere:
{{citat|
-{¿Quién de amor venturas halla?
El que calla.
¿Quién triunfa de su aspereza?
La firmeza.
¿Quién da alcance a su alegría?
La porfía.
Dese modo, bien podría
esperar dichosa palma
si en esta empresa mi alma
calla, está firme y porfía.}-.}}